# Otto Andersson
Otto Andersson (5 juli 1891 - 2 maart 1976) was een Zweedse schaatser.
Otto Andersson debuteerde bij een internationaal toernooi in eigen land tijdens het WK Allround van 1909 in Stockholm. Andersson bereikte op dit toernooi een derde plaats. Twee jaar later behaalde hij dezelfde plaats maar nu bij het EK Allround.

## Persoonlijke records
| Afstand      | Tijd    | Datum            | Baan       |
| ------------ | ------- | ---------------- | ---------- |
| 500 meter    | 46,8    | 25 februari 1912 | Stockholm  |
| 1500 meter   | 2.26,9  | 26 februari 1911 | Trondheim  |
| 5000 meter   | 8.53,4  | 27 februari 1909 | Kristiania |
| 10.000 meter | 18.31,8 | 28 februari 1909 | Kristiania |

## Resultaten
| Jaar | EK Allround | WK Allround |
| ---- | ----------- | ----------- |
| 1909 | -           | Brons       |
| 1910 | -           | -           |
| 1911 | Brons       | 6e          |
| 1912 | 5e          | -           |

### Medaillespiegel
| Kampioenschap | Goud | Zilver | Brons |
| ------------- | ---- | ------ | ----- |
| EK Allround   | 0    | 0      | 1     |
| WK Allround   | 0    | 0      | 1     |